# Giovanni Caroto
 (août 2025).
Giovanni Caroto (Vérone, 1488 - 1566) est un peintre italien de la Renaissance italienne de l'école véronaise.

## Biographie
Frère de Giovanni Francesco Caroto qui l'a probablement formé. Dans tous les cas, son travail révèle l'influence d'artistes tels que Girolamo dai Libri ou Francesco Morone.

## Œuvres
- Annonciation (1508, San Giorgio in Braida, Vérone)
- Vierge à l'Enfant et saints Etienne et Martin (1514, Église de Saint Hélène complexe de la cathédrale de Vérone)
- Vierge à l'enfant et saints Pierre et Paul (1516, San Paolo, Vérone)
- San Pablo (c. 1520, le Musée Castelvecchio, Vérone)
- San Jorge (c. 1520, le Musée Castelvecchio, Vérone)
- Autoportrait de l'artiste avec sa femme Placida (1530, Musée de Castelvecchio, Vérone)
- Archanges Michel et Gabriel (1530, Fontanelli Chapel, Santa Maria in Organo, Vérone)

- Fresques de Villa del Bene (1551, Volargne)
- Baptême du Christ

En 1560 il a republié, avec ses illustrations, un traité sur les antiquités de Vérone Torello Saraina.